# صامويل روكين
صامويل روكين (بالإنجليزية: Samuel Roukin) هو ممثل بريطاني، ولد في 15 أغسطس 1980 في المملكة المتحدة.

## أعمال

### أفلام
- (2009) سليمان كين
- (2010) هاري بوتر ومقدسات الموت – الجزء 1[4][5]

### مسلسلات
- جواسيس واشنطن

## وصلات خارجية
- صامويل روكين على موقع IMDb (الإنجليزية)
- صامويل روكين على موقع ألو سيني (الفرنسية)
- صامويل روكين على موقع ميوزك برينز (الإنجليزية)
- صامويل روكين على موقع أول موفي (الإنجليزية)
- صامويل روكين على موقع قاعدة بيانات الأفلام السويدية (السويدية)
- صامويل روكين على موقع قاعدة بيانات الفيلم (الإنجليزية)
- صامويل روكين على موقع كينوبويسك (الروسية)